# Les Trois Chevaliers et le Roi des mers
Série
Les Trois Chevaliers : Le Coup du cavalier
(2015) Les Trois Chevaliers et la princesse d'Égypte
(2017)
Pour plus de détails, voir Fiche technique et Distribution.
Les Trois Chevaliers et le Roi des mers (Три богатыря и Морской царь, Tri bogatyria i Morskoy tsar) est un film d'animation russe de Constantin Feoktistov, sorti en 2017.

## Synopsis
Les trois héros (Ilya Mouromets, Dobrynia Nikititch et Aliocha Popovitch) sont en manque d'aventures, et sur les conseils de Zmeï Gorynytch, ils partent à la recherche de la dent du Dragon en Chine. De son côté, le prince de Kiev veut mettre la main sur le trésor du Roi des mers.

## Fiche technique
- Titre original : Три богатыря и Морской царь, Tri bogatyria i Morskoy tsar
- Titre français : Les Trois Chevaliers et le Roi des mers
- Réalisation : Constantin Feoktistov
- Scénario : Aleksandr Boyarskiy, Svetlana Satchenko et Alena Tabounova
- Musique : Mikhail Chertishchev
- Pays d'origine : Russie
- Format : Couleurs - 35 mm - 1,85:1 - Dolby Digital
- Genre : action, animation, aventure, fantasy
- Durée : 75 minutes
- Date de sortie :
  - Russie : 1er janvier 2017

## Distribution

### Voix originales
- Dmitri Bykovski-Romachov : Ilya Mouromets
- Valeri Soloviov : Dobrynia Nikititch
- Oleg Koulikovitch : Aliocha Popovitch
- Sergueï Makovetski : le prince de Kiev